# Перхлорат серебра
Перхлора́т серебра́ — неорганическое соединение, соль металла серебра и хлорной кислоты с формулой {\displaystyle {\ce {AgClO4}}}, бесцветные кристаллы, хорошо растворяется в воде, образует кристаллогидрат.
Применяется в органическом синтезе в качестве катализатора.

## Получение
- Действие избытка хлорной кислоты на нитрат серебра(I) при нагревании:

{\displaystyle {\ce {4 AgNO3 + 4 HClO4 ->[T]}}}
{\displaystyle {\ce {4 AgClO4 + 4 NO2 ^ + O2 ^ + 2 H2O}}}.
- Действие перхлората бария на сульфат серебра:

{\displaystyle {\ce {Ag2SO4 + Ba(ClO4)2 -> 2 AgClO4 + BaSO4 v}}}.
- Растворением серебра в концентрированной хлорной кислоте:

{\displaystyle {\ce {2 Ag + 3 HClO4 -> 2 AgClO4 + HClO3 + H2O}}}.
- Растворением оксида серебра(I) в хлорной кислоте.

## Физические свойства
Перхлорат серебра образует быстро расплывающиеся на воздухе бесцветные кристаллы, кубической сингонии, пространственная группа F 43m, параметры ячейки a = 0,701 нм, Z = 4.
Очень хорошо растворяется в воде, растворяется в этаноле, диэтиловом эфире, толуоле, бензоле.
Образует кристаллогидрат состава {\displaystyle {\ce {AgClO4.H2O}}}.
Из аммиачных растворов выделяются аддукты состава
{\displaystyle {\ce {[Ag(NH3)2]ClO4.H2O}}}.

## Применение
- Катализатор в органической химии.